# 私人银行服务
私人银行服务是银行服务的一种，专门面向富有阶层，为富豪们提供个人财产投资与管理的服务，一般需要拥有至少100万美元以上的流動資產才可在较大型的国际金融公司或银行中申请开设此类服务。私人银行服务最主要的是资产管理，规划投资，根据客户需要提供特殊服务，也可通过设立离岸公司、家族信托基金等方式为顾客节省税务和金融交易成本。因此私人银行服务往往结合了信托、投资、银行、税务咨询等多种金融服务。该种服务的年均利润率可达到35%，远高于其他金融服务。
此外通过私人银行服务，客户也可以接触到许多常人无法购买的股票、债券等。而私人银行服务的客户们往往可以拥有投资一些私人有限公司的机会，并获得许多优先购买IPO的机会。私人银行服务最早由几家大型的国际金融公司和银行提供，目前世界最大的私人银行服务提供者是瑞银集团，瑞士也是世界私人银行服务最发达的国家。此外包括摩根大通、花旗银行等著名金融机构也提供此类服务。
要开设私人银行服务客户必须拥有至少100万美元以上的流动资产，而一般而言客户存入的资金介于200至500万美元之间。许多拥有上千万甚至上亿的富豪往往需要使用超过1个私人银行服务。
截止到2003年的统计，全球归于私人银行服务投资管理的资金达到2.74兆美元，较前年成长了23.9%。

## 行業排名

### 整體
Euromoney在2019年的年度私人銀行和財富管理排名中的結果如下，其中考慮了管理資產(AUM），淨收入和淨新資產:
| 2019 排名 | 2018 排名 | 銀行         |
| --------- | --------- | ------------ |
| 1         | 1         | 瑞銀集團     |
| 2         | 3         | 瑞士信貸集團 |
| 3         | 2         | 摩根大通     |
| 4         | 7         | 法國巴黎銀行 |
| 5         | 5         | 花旗集團     |
| 6         | 11        | 桑坦德銀行   |
| 7         | 4         | 寶盛集團     |
| 8         | 6         | 百達集團     |
| 9         | 9         | 高盛         |
| 10        | 8         | 滙豐控股     |

### By AUM
截至2019年, 全球十大私人銀行或提供私人銀銀行服務的機構如下: 
| 排名 | 銀行               | 總資產 (2019) (US$ Billion) |
| ---- | ------------------ | --------------------------- |
| 1    | 瑞銀集團           | 2,260.0                     |
| 2    | 摩根士丹利         | 1,046.0                     |
| 3    | 美國銀行           | 1,021.2                     |
| 4    | 瑞士信貸集團       | 770.0                       |
| 5    | 摩根大通           | 552.0                       |
| 6    | 花旗集團           | 460.0                       |
| 7    | 法國巴黎銀行       | 413.5                       |
| 8    | 高盛               | 391.8                       |
| 9    | 寶盛集團           | 379.1                       |
| 10   | 雷蒙詹姆斯金融公司 | 366.3                       |